# Apotheek Claessens
Apotheek Claessens is een gebouw uit 1918 in het centrum van de Nederlandse gemeente Heerlen. Het is een ontwerp van Jos Klijnen en heeft sinds 1999 een beschermde status als rijksmonument. Het bouwwerk ligt aan de Bongerd 2 en dient sinds de opening in 1918 als apotheek.